# Ternstroemiaceae
Ternstroemiaceae is een botanische naam, voor een familie van tweezaadlobbige planten. Een familie onder deze naam wordt vrij zelden erkend door systemen voor plantentaxonomie, maar indertijd wel in het systeem van De Candolle en in dat van Bentham & Hooker; in die beide systemen maakten ze deel uit van de Thalamiflorae.
Het APG-systeem (1998) erkende de familie zonder meer wel. In het APG II-systeem (2003) wordt de mogelijkheid geboden deze familie te erkennen, maar de betreffende planten mogen ook worden ingedeeld in de familie Pentaphylacaceae. Het gaat om een niet al te grote familie van houtige planten. De Angiosperm Phylogeny Website [16 november 2007] erkent deze familie niet maar verdeelt deze planten over de Ternstroemieae en Frezierieae in de familie Pentaphylacaceae.
De traditionele plaatsing van deze planten is in de familie Theaceae.